# Tom Scully
Thomas Scully (Invercargill, 14 gennaio 1990) è un ex ciclista su strada ed ex pistard neozelandese, professionista su strada dal 2016 al 2023, dopo i successi ottenuti su pista (argento mondiale 2014 nella corsa a punti e oro di specialità ai Giochi del Commonwealth 2014).

## Palmarès

### Strada
- 2010 (dilettanti)

3ª tappa Bay Cycling Classic (Geelong > Geelong)
- 2011 (Chipotle - First Solar Development Team)

Armstrong Festival of Cycling
- 2013 (Team Raleigh, una vittoria)

Prologo Tour de Normandie (Saint-Lô > Saint-Lô, cronometro)
- 2016 (Drapac, una vittoria)

3ª tappa Boucles de la Mayenne (Juvigné > Laval)
- 2017 (Cannondale, una vittoria)

4ª tappa Route du Sud (Saint-Michel > Nogaro)

#### Altri successi
- 2012 (Chipotle-First Solar Development)

Prologo Tour de Southland (Invercargill, cronosquadre)
- 2013 (Team Raleigh)

Redditch Criterium
London Nocturne Smithfields
Ipswich Town Criterium
Stafford Town Centre
- 2015 (Madison Genesis)

Criterium di Ryde
Sheffield Grand Prix

### Pista
- 2007

Campionati oceaniani, Inseguimento a squadre Juniores (con Jason Christie, Simon Honour e Chad Adair)
Campionati oceaniani, Scratch Juniores
- 2009

Campionati oceaniani, Americana (con Jesse Sergent)
2ª prova Coppa del mondo 2009-2010, Scratch (Melbourne)
2ª prova Coppa del mondo 2009-2010, Americana (Melbourne, con Marc Ryan)
- 2010

Campionati neozelandesi, Scratch
- 2011

Beijing, Omnium
Campionati oceaniani, Corsa a punti
Campionati oceaniani, Americana (con Jason Allen)
- 2012

Campionati neozelandesi, Corsa a punti
- 2013

Campionati oceaniani, Corsa a punti
- 2014

3ª prova Coppa del mondo 2013-2014, Americana (Guadalajara, con Patrick Bevin)
Fenioux Piste International, Omnium
Giochi del Commonwealth, Corsa a punti

## Piazzamenti

### Grandi Giri
- Giro d'Italia

2018: non partito (14ª tappa)
- Tour de France

2018: 129º
2019: 135º
- Vuelta a España

2017: 153º
2021: 124º

### Classiche monumento
- Milano-Sanremo

2017: 169º
2021: 145º
2022: 132º
- Giro delle Fiandre

2017: 110º
2018: 80º
2019: 50º
2020: ritirato
2021: ritirato
2022: ritirato
2023: ritirato
- Parigi-Roubaix

2017: 65º
2018: 64º
2019: 93º
2021: 80º
2022: ritirato
2023: 101º

### Competizioni mondiali
- Campionati del mondo su strada

Valkenburg 2012 - In linea Under-23: 105º
Fiandre 2021 - Cronometro Elite: 23º
Fiandre 2021 - In linea Elite: ritirato
- Campionati del mondo su pista

Ballerup 2010 - Scratch: 7º
Ballerup 2010 - Americana: 14º
Apeldoorn 2011 - Americana: 13º
Cali 2014 - Corsa a punti: 2º
Cali 2014 - Americana: 8º